# 64. pehotni polk (Avstro-Ogrska)
Za druge 64. polke glejte 64. polk.
64. pehotni polk (izvirno nemško Infanterie-Regiment Nr. 64; dobesedno slovensko: Pehotni polk št. 64) je bil pehotni polk k.u.k. Heera.

## Poimenovanje
- Ungarisches Infanterie Regiment »von Auffenberg« Nr. 64
- Infanterie Regiment Nr. 64 (1915 - 1918)

## Zgodovina
Polk je bil ustanovljen leta 1860. 

### Prva svetovna vojna
Polkovna narodnostna sestava leta 1914 je bila sledeča: 86% Romunov in 14% drugih. Naborni okraj polka je bil v Broosu, pri čemer so bile polkovne enote garnizirane sledeče: Broos (štab, I. in II. bataljon), Trebinje (III. bataljon) in Abrudbánya (IV. bataljon).
Med prvo svetovno vojno se je polk bojeval tudi na soški fronti.
V sklopu t. i. Conradovih reform leta 1918 (od junija naprej) je bilo znižano število polkovnih bataljonov na 3.

## Organizacija
1918 (po reformi)
- 1. bataljon
- 2. bataljon
- 4. bataljon

## Poveljniki polka
- 1865: Joseph von Döpfner[8]
- 1879: Adolph Pisaèiæ de Hiźanovec[9]
- 1908: Jenakie John[10]
- 1914: Johann Zivanovic[1]